# Hemigryllus ortonii
Hemigryllus ortonii är en insektsart som först beskrevs av Scudder, S.H. 1869.  Hemigryllus ortonii ingår i släktet Hemigryllus och familjen syrsor. Inga underarter finns listade i Catalogue of Life.